# Casablanca (filme)
Casablanca (bra/prt: Casablanca) é um filme de drama romântico estadunidense de 1942 dirigido por Michael Curtiz e estrelado por Humphrey Bogart, Ingrid Bergman e Paul Henreid. Filmado e ambientado durante a Segunda Guerra Mundial, o longa-metragem foca em um expatriado americano (Bogart) que deve escolher entre seu amor por uma mulher (Bergman) e ajudar seu marido (Henreid), um líder da resistência checoslovaca, a escapar da cidade de Casablanca que é controlada por Vichy para continuar sua luta contra os nazistas. O roteiro é baseado em Everybody Comes to Rick's, uma peça teatral não lançada de Murray Burnett e Joan Alison. O elenco de apoio conta com Claude Rains, Conrad Veidt, Sydney Greenstreet, Peter Lorre e Dooley Wilson.
A editora de roteiro da Warner Bros., Irene Diamond, convenceu o produtor Hal B. Wallis a comprar os direitos de filmagem da peça em janeiro de 1942. Os irmãos Julius e Philip G. Epstein foram inicialmente designados para escrever o roteiro. No entanto, apesar da resistência do estúdio, eles saíram para trabalhar na série Why We Fight de Frank Capra, no início de 1942. Howard Koch foi designado para o roteiro até o retorno dos Epsteins, um mês depois. As filmagens começaram em 25 de maio de 1942, terminando em 3 de agosto; o filme foi filmado inteiramente nos estúdios da Warner Bros. em Burbank, Califórnia com exceção de uma sequência no Aeroporto Van Nuys em Los Angeles. Embora Casablanca fosse um longa-metragem de primeira linha com estrelas estabelecidas e escritores renomados, ninguém envolvido em sua produção esperava que ele se destacasse entre as outras produções da Era de Ouro de Hollywood. Casablanca foi lançado às pressas para aproveitar a publicidade da invasão aliada do Norte da África algumas semanas antes. O longa-metragem teve sua estreia mundial em 26 de novembro de 1942, na cidade de Nova York e foi lançado nacionalmente nos Estados Unidos em 23 de janeiro de 1943. Sendo um sucesso sólido, embora nada espetacular, em sua exibição inicial.
Superando as expectativas, Casablanca ganhou o Oscar de Melhor Filme, enquanto Curtiz foi selecionado como Melhor Diretor e os Epsteins junto com Koch foram homenageados como Melhor Roteiro Adaptado. Sua reputação cresceu gradualmente, a ponto de seus personagens principais, falas memoráveis e a música "As Time Goes By" se tornarem icônicos, e ele consistentemente se classifica perto do topo das listas dos maiores filmes da história. Na classe inaugural de 1989, a Biblioteca do Congresso dos Estados Unidos selecionou o filme como um dos primeiros para preservação no National Film Registry por ser "culturalmente, historicamente ou esteticamente significativo". Roger Ebert escreveu: "Se houver um momento em que eles decidirem que alguns filmes devem ser escritos com M maiúsculo, Casablanca deve ser votado em primeiro lugar na lista de filmes".

## Enredo

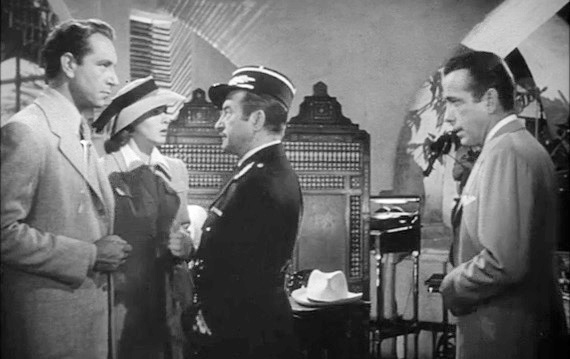
Da esquerda para a direita: Henreid, Bergman, Rains e Bogart

Em dezembro de 1941, o expatriado americano Rick Blaine (Humphrey Bogart) era dono de uma boate e casa de jogos de azar em Casablanca. O "Rick's Café Américain" atrai uma clientela variada, incluindo oficiais franceses de Vichy e alemães nazistas, refugiados desesperados para chegar aos Estados Unidos, ainda neutros, e aqueles que os atacavam. Embora Rick professa ser neutro em todos os assuntos, ele contrabandeou armas para a Etiópia em 1935 e lutou ao lado republicano na Guerra Civil Espanhola.
O pequeno criminoso Ugarte (Peter Lorre) se gaba para Rick dos documentos obtidos pelo assassinato de dois mensageiros alemães. Os documentos permitem que os portadores viajem livremente pela Europa ocupada pelos alemães e para Portugal, um país neutro. Ugarte planeja vendê-las no clube e convence Rick a guardar para ele. Antes que possa encontrar seu contato, Ugarte é preso pela polícia local sob o comando do Capitão Louis Renault (Claude Rains), o corrupto chefe de polícia. Ugarte morre sem revelar que Rick está com as cartas. Então, a razão para a natureza cínica de Rick — a ex-amante Ilsa Lund (Ingrid Bergman)— entra em seu estabelecimento. Ao avistar Sam (Dooley Wilson), amigo de Rick e pianista da casa, Ilsa pede que ele toque "As Time Goes By". Rick se aproxima furioso, furioso por Sam ter desobedecido à sua ordem de nunca mais tocar aquela música, e fica surpreso ao ver Ilsa. Ela está acompanhada do marido, Victor Laszlo (Paul Henreid), um renomado líder fugitivo da Resistência Tchecoslovaca. Um flashback revela que Ilsa deixou Rick sem explicação quando o casal planejava fugir enquanto o exército alemão se aproximava de Paris, deixando o protagonista amargurado. Laszlo e Ilsa precisam dos documentos para escapar, enquanto o major alemão Strasser (Conrad Veidt) chega a Casablanca para impedir isso.
Quando Laszlo faz perguntas, o Sr Ferrari (Sydney Greenstreet) o rival de negócios amigável de Rick, revela sua suspeita de que Rick esteja com as cartas. Laszlo retorna ao café de Rick naquela noite e tenta comprá-las. Rick se recusa a vendê-las, dizendo ao atual marido de Ilse para perguntar à esposa o porquê. Eles são interrompidos quando Strasser lidera um grupo de oficiais alemães cantando "Die Wacht Am Rhein". Laszlo ordena que a banda da casa toque "La Marseillaise", e Rick permite. O patriotismo toma conta da multidão e todos se juntam, abafando os alemães. Depois, Strasser manda Renault fechar o clube com um pretexto esfarrapado.

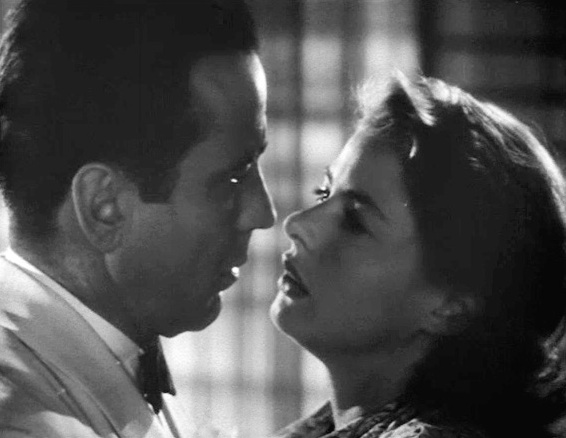
momento em que os protagonistas se reconciliam

Mais tarde, Ilsa confronta Rick na cafeteria; quando ele se recusa a lhe entregar as cartas, ela o ameaça com uma arma, mas depois confessa que ainda o ama. Ela explica que quando se conheceram e se apaixonaram em Paris em 1940, ela acreditava que seu marido havia sido morto enquanto tentava escapar de um campo de concentração. Quando soube que Laszlo estava vivo e escondido perto de Paris, ela deixou Rick sem explicação para cuidar de seu marido doente. A amargura do protagonista se dissolve. Ele concorda em ajudar. Quando Laszlo aparece inesperadamente, tendo escapado por pouco de uma batida policial em uma reunião da Resistência, Rick faz o garçom Carl levar Ilsa embora. Laszlo, ciente do amor de Rick por Ilsa, tenta persuadi-lo a usar as cartas para levá-la para um lugar seguro.
Quando a polícia prende Laszlo sob uma acusação forjada, Rick convence Renault a libertá-lo, prometendo incriminá-lo por um crime muito mais grave: a posse das cartas. Para dissipar as suspeitas de Renault, Rick explica que ele e Ilsa usarão as cartas para partir para os Estados Unidos. Quando Renault tenta prender Laszlo conforme combinado, Rick o força, sob a mira de uma arma, a ajudá-los na fuga. No último momento, Rick obriga Ilsa a embarcar no avião para Lisboa com Laszlo, dizendo-lhe que se arrependeria se ficasse: "Talvez não hoje, talvez não amanhã, mas em breve e pelo resto da vida". Strasser, avisado por Renault, chega sozinho. Quando Strasser tenta parar o avião e aponta uma arma para Rick, este o mata a tiros. Policiais chegam. Renault ordena que "prendam os suspeitos de sempre". Ele sugere a Rick que se juntem à França Livre em Brazzavile. Enquanto eles se afastam na neblina, Rick diz: "Louis, acho que este é o começo de uma linda amizade".

## Elenco

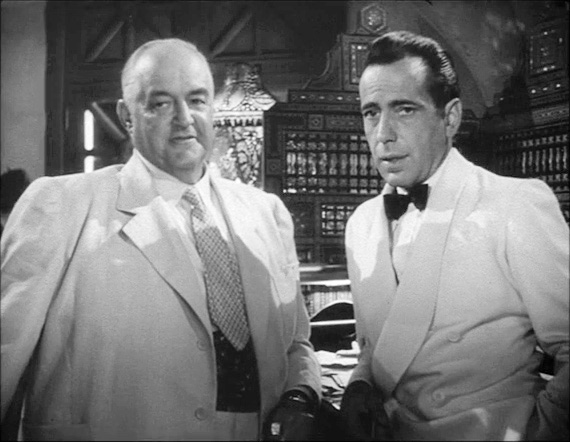
Sydney Greenstreet com Humphrey Bogart em cena

O elenco da peça era composto por 16 atores e vários figurantes; o roteiro do filme o ampliou para 22 atores falados e centenas de figurantes. Os intérpretes em Casablanca são notoriamente internacionais: apenas três dos atores creditados nasceram nos Estados Unidos (Bogart, Dooley Wilson e Joy Page)
- Humphrey Bogart como Rick Blaine
- Ingrid Bergman como Ilsa Lund. O site oficial de Bergman chama Ilsa de seu "papel mais famoso e duradouro".[16] A estreia da atriz sueca em Hollywood no filme Intermezzo (1939) foi bem recebida, mas seus filmes subsequentes não foram grandes sucessos até vir Casablanca. O crítico de cinema Roger Ebert a chamou de "luminosa" e comentou sobre sua química com Bogart: "ela pinta o rosto dele com os olhos".[17] Outras atrizes consideradas para o papel de Ilsa incluíram Ann Sheridan, Hedy Lamarr, Luise Rainer e Michèle Morgan. O produtor Hal Wallis obteve os serviços de Bergman, que foi contratada por David O. Selznick emprestando Olivia de Havilland em troca[18]
- Paul Henreid como Victor Laszlo. Henreid, um ator austríaco que emigrou em 1935, relutou em aceitar o papel (o que o "deixou como um sujeito rígido para sempre", de acordo com Pauline Kael[19]) até que lhe foi prometido o papel principal, juntamente com Bogart e Bergman. Henreid não se dava bem com seus colegas atores; ele considerava Bogart "um ator medíocre" e Bergman chamava Henreid de "prima donna"[20]
- Claude Rains como Capitão Louis Renault
- Conrad Veidt como Major Heinrich Strasser. Veidt era um ator alemão refugiado que havia fugido dos nazistas com sua esposa judia, mas frequentemente interpretava nazistas em filmes americanos. Ele era o membro mais bem pago do elenco, apesar de sua segunda atuação. Ele morreu logo após o lançamento do longa-metragem[21]
- Sydney Greenstreet como Sr Ferrari
- Peter Lorre como Signor Ugarte
- Curt Bois como o batedor de carteiras. Bois teve uma das carreiras mais longas do cinema, com mais de 80 anos
- Leonid Kinskey como Sascha, o barman russo apaixonado por Yvonne. Kinskey disse a Aljean Harmetz autor de Round Up the Usual Suspects: The Making of Casablanca que foi escalado por ser companheiro de bebida de Bogart. Ele não foi a primeira escolha para o papel; substituindo Leo Mostovoy que foi considerado pouco engraçado[22]
- Madeleine Lebeau como Yvonne, a namorada de Rick, que logo foi descartada. Lebeau era uma refugiada francesa que havia deixado a Europa ocupada pelos nazistas com seu marido, Marcel Dalio que também participou em Casablanca. Ela foi a última sobrevivente do elenco até sua morte em 1º de maio de 2016[23]
- Joy Page a enteada do chefe do estúdio Jack L. Warner atuou no papel de Annina Brandel, a jovem refugiada búlgara
- John Qualen como Berger, contato de Laszlo na Resistência
- SZ Sakall (creditado como SK Sakall) como Carl, o garçom
- Dooley Wilson como Sam. Wilson era um dos poucos membros do elenco nascidos nos Estados Unidos. Baterista, ele teve que fingir tocar piano. Mesmo após o término das filmagens, o produtor Wallis considerou dublar a voz de Wilson para as músicas

Atores não creditados:
- Marcel Dalio como Emil o crupiê. Dalio foi uma estrela do cinema francês, aparecendo em La Grande Illusion e La Règle du Jeu de Jean Renoir
- Helmut Dantine como Jan Brandel, o búlgaro casado com Annina Brandel
- Gregory Gaye como o banqueiro alemão a quem Rick recusou a entrada no cassino
- Torben Meyer como o banqueiro holandês que administra "o segundo maior banco de Amsterdã"
- Corinna Mura como a guitarrista que canta "Tango Delle Rose" (ou "Tango de la Rosa") e depois acompanha a multidão em "La Marseillaise"
- Frank Puglia como um comerciante de tapetes marroquino
- Richard Ryen como Coronel Heinze, ajudante de Strasser
- Dan Seymour como Abdul, o porteiro
- Gerald Oliver Smith como o inglês cuja carteira é roubada
- Norma Varden como a inglesa cuja carteira do marido foi roubada

Grande parte do impacto emocional do filme, para o público em 1942, foi atribuído à grande proporção de exilados e refugiados europeus que eram figurantes ou desempenhavam papéis menores (além dos atores principais Paul Henreid, Conrad Veidt e Peter Lorre), como Louis V. Arco, Trude Berliner, Ilka Grünig, Ludwig Stössel, Hans Heinrich von Twardowski e Wolfgang Zilzer. Uma testemunha da filmagem da sequência do "duelo dos hinos" disse que viu muitos dos atores chorando e "percebeu que todos eram refugiados de verdade". Harmetz argumenta que eles "trouxeram para uma dúzia de pequenos papéis em Casablanca uma compreensão e um desespero que nunca poderiam ter vindo da Central Casting".
Jack Benny pode ter aparecido em uma participação especial não faturada, como foi afirmado por um anúncio de jornal contemporâneo e no livro de imprensa de Casablanca. Quando questionado em sua coluna "Movie Answer Man", o crítico Roger Ebert respondeu primeiro: "Parece algo com ele. Isso é tudo que posso dizer". Em uma coluna posterior, ele respondeu a um comentarista de acompanhamento: "Acho que você está certo. O fã-clube de Jack Benny pode se sentir justificado".

## Produção

### Antecedentes e roteiro
O filme foi baseado na peça não produzida de Murray Burnett e Joan Alison, Everybody Comes to Rick's. Um analista de roteiro da Warner Bros. chamado Stephen Karnot, chamou-a (com aprovação) de "besteira sofisticada" e a editora de história Irene Diamond que descobriu o roteiro em uma viagem a Nova York em 1941, convenceu Hal Wallis a comprar os direitos em janeiro de 1942 por US$ 20.000 (equivalente a US$ 320.000 em 2023), o máximo que alguém em Hollywood já pagou por direitos autorais de uma peça teatral não produzida. O projeto foi renomeado para Casablanca aparentemente em imitação do sucesso de 1938, Algiers. Casablanca também compartilha outras semelhanças narrativas e temáticas com Argel (1938) que é um remake do aclamado filme francês Pépé le Moko (1937) dirigido e co-escrito por Julien Duvivier.
A peça original foi inspirada por uma viagem à Europa feita por Murray Burnett e sua esposa em 1938, durante a qual visitaram Viena logo após o Anschluss e foram afetados pelo antissemitismo que viram. No sul da França, eles foram a uma boate que tinha uma clientela multinacional, entre eles muitos exilados e refugiados, e o protótipo de Sam. Paul Fairclough para o The Guardian escreveu que o Cinema Vox em Tânger "era o maior da África quando foi inaugurado em 1935, com 2.000 assentos e um teto retrátil. Como Tânger estava em território espanhol o bar do teatro durante a guerra estava lotado de espiões, refugiados e capangas do submundo, garantindo seu lugar na história cinematográfica como a inspiração para o Rick's Café de Casablanca. A cena do canto de "La Marseillaise" no bar é atribuída pelo estudioso de cinema Julian Jackson como uma adaptação de uma cena semelhante do filme La Grande Illusion (1937) de Jean Renoir.
Os primeiros escritores designados para o roteiro foram os gêmeos Julius e Philip Epstein que contra a vontade da Warner Bros., partiram a pedido de Frank Capra no início de 1942 para trabalhar na série Why We Fight em Washington, DC. Enquanto eles estavam fora, o outro escritor creditado, Howard Koch foi designado; ele produziu de trinta a quarenta páginas. Quando os irmãos Epstein retornaram após cerca de um mês, eles foram transferidos para Casablanca e - ao contrário do que Koch afirmou em dois livros publicados - seu trabalho foi descartado. Os irmãos Epstein e Koch nunca trabalharam na mesma sala ao mesmo tempo durante a escrita do roteiro. No orçamento final do filme, os Epsteins receberam US$ 30.416 (equivalente a US$ 442.473 em 2023) e Koch ganhou US$ 4.200 (equivalente a US$ 61.946 em 2023).
Na peça, a personagem Ilsa é uma americana chamada Lois Meredith; ela só conhece Laszlo depois que seu relacionamento com Rick (originalmente um advogado) em Paris termina. Rick é advogado. A peça (ambientada inteiramente no café) termina com Rick enviando Lois e Laszlo para o aeroporto. Para tornar a motivação do protagonista mais crível, Wallis junto com Curtiz e os roteiristas decidiram ambientar o filme antes do ataque a Pearl Harbor. Foi discutida a possibilidade de Laszlo ser morto em Casablanca, permitindo que Rick e Ilsa saíssem juntos, mas como Casey Robinson escreveu para Wallis antes do início das filmagens, o final do filme é:
Tudo se prepara para uma reviravolta incrível quando Rick a manda embora no avião com Laszlo. Por enquanto, ao fazer isso, ele não está apenas resolvendo um triângulo amoroso. Ele está forçando a garota a viver de acordo com o idealismo de sua natureza, forçando-a a continuar com o trabalho que, hoje em dia, é muito mais importante do que o amor de duas pessoas comuns.
Era certamente impossível para Ilsa deixar Laszlo por Rick, já que o Código de Produção Cinematográfica proibia mostrar uma mulher deixando o marido por outro homem. A preocupação não era se Ilsa iria embora com Laszlo, mas como esse resultado seria arquitetado. De acordo com Julius Epstein, ele e Philip estavam dirigindo quando simultaneamente tiveram a ideia de Renault ordenar a prisão dos "suspeitos de sempre", após o que todos os detalhes necessários para a resolução da história, incluindo a despedida entre Bergman e "um Bogart repentinamente nobre", foram rapidamente elaborados. O não creditado Casey Robinson ajudou com três semanas de reescritas, incluindo a contribuição para a série de reuniões entre Rick e Ilsa na cafeteria. Koch destacou os elementos políticos e melodramáticos enquanto Curtiz parece ter favorecido as partes românticas, insistindo em manter os flashbacks de Paris.
Em um telegrama ao editor de cinema Owen Marks em 7 de agosto de 1942, Wallis sugeriu duas possíveis linhas finais de diálogo para Rick: "Louis, I might have known you'd mix your patriotism with a little larceny" ou "Louis, I think this is the beginning of a beautiful friendship". Duas semanas depois, o produtor decidiu pela última, que Bogart foi chamado para dublar um mês após o término das filmagens. A fala de Bogart "Here's looking at you, kid", dita quatro vezes, não estava nos rascunhos do roteiro, mas foi atribuída a um comentário que ele fez a Bergman enquanto ela jogava pôquer com seu treinador de inglês e cabeleireiro entre as tomadas.
O filme teve alguns problemas com Joseph Breen, chefe do departamento de censura que se opôs às sugestões de que o Capitão Renault extorqui favores sexuais dos refugiados que querem passagens para Lisboa e também não gostou de Rick e Ilsa dormirem juntos antes do casamento. Extensas mudanças foram feitas, com várias frases removidas ou alteradas. Todas as referências diretas a sexo foram excluídas; a venda de vistos por Renault em troca de sexo e o relacionamento sexual anterior de Rick e Ilsa são agora implícitos. Além disso, no roteiro original, quando Sam toca "As Time Goes By", Rick exclama: "O que diabos você está tocando?" Esta linha foi alterada para "Sam, pensei ter dito para você nunca tocar..." para se conformar à objeção de Breen a uma palavra de baixo calão.

### Produção

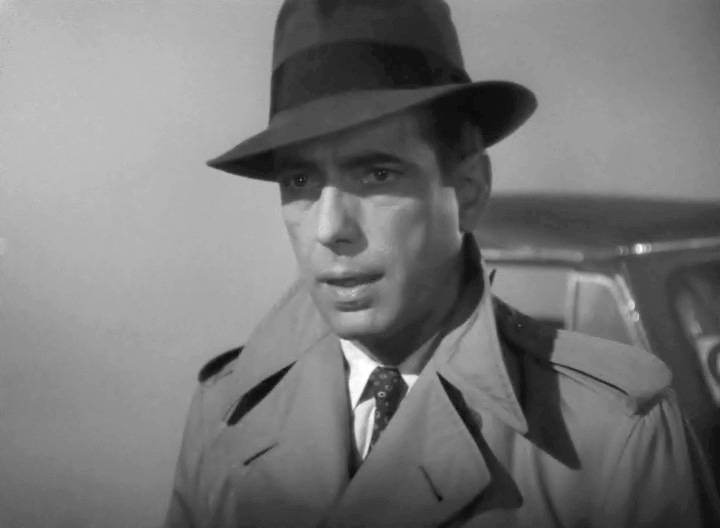
Humphrey Bogart na cena do aeroporto

Embora uma data inicial de filmagem tenha sido selecionada para 10 de abril de 1942, atrasos levaram ao início da produção ser em 25 de maio. As filmagens foram concluídas em 3 de agosto. O orçamento foi de US$ 75.000 acima do orçamento, para um custo total de US$ 1.039.000 (equivalente a US$ 15.324.000 em 2023), algo visto como acima da média da época. Excepcionalmente, o longa-metragem foi encenado em sequência, principalmente porque apenas a primeira metade do roteiro estava pronta quando as gravações começaram.
Todas as sequências foram gravadas em estúdio exceto a sequência que mostra a chegada de Strasser e close-ups do Lockheed Electra (filmado no Aeroporto Van Nuys) e alguns clipes curtos de imagens de arquivo de Paris. A rua usada para as tomadas externas havia sido construída recentemente para outro filme, The Desert Song (1943) e ganhou reformas para os flashbacks dos protagonistas em Paris. O crítico de cinema Roger Ebert chamou Wallis de "força criativa fundamental" por sua atenção aos detalhes da produção (até mesmo insistindo em um papagaio real no bar Blue Parrot). A diferença entre a altura de Ingrid Bergman e Humphrey Bogart causou alguns problemas. Ela era cinco centímetros mais alta que Bogart e afirmou que o cineasta fazia Bogart ficar em pé sobre blocos ou sentar-se em almofadas nas cenas em que estavam juntos.
Mais tarde, houve planos para uma cena adicional, mostrando Rick, Renault e um destacamento de soldados da França Livre em um navio, para incorporar a invasão dos Aliados no Norte da África em 1942. Foi muito difícil conseguir Claude Rains para as filmagens, e a cena foi finalmente abandonada depois que David O. Selznick julgou que "seria um erro terrível mudar o final". O fundo da sequência final, que mostra um avião Lockheed Modelo 12 Electra Junior com pessoas andando ao redor dele, foi encenado usando figurantes e um avião de papelão proporcional. A névoa foi usada para mascarar a aparência pouco convincente do modelo.

### Direção
A primeira escolha do produtor Hal B. Wallis para a direção de Casablanca foi William Wyler mas ele não estava disponível, então o produtor recorreu ao seu amigo próximo Michael Curtiz. Roger Ebert comentou que o longa-metragem tem "muito poucas tomadas... [Mas] são memoráveis", pois Curtiz queria que as imagens expressassem a história em vez de ficarem sozinhas. Ele contribuiu relativamente pouco para o desenvolvimento do enredo. Casey Robinson disse que o cineasta "não sabia absolutamente nada sobre a história... ele a viu em imagens, e você forneceu as histórias".
O crítico Andrew Sarris chamou o filme de "a exceção mais decisiva à teoria do auteur" da qual Sarris foi o defensor mais proeminente nos Estados Unidos. Aljean Harmetz respondeu: ...quase todos os filmes da Warner Bros. foram uma exceção à teoria do auteur". Outros críticos dão mais crédito a Curtiz. Sidney Rosenzweig, em seu estudo do trabalho do diretor, vê Casablanca como um exemplo típico do cineasta aos dilemas morais.
Algumas das montagens da segunda unidade como a sequência de abertura da trilha dos refugiados e a invasão da França, foram feitas por Don Siegel.

### Cinematografia
Casablanca tem a direção de fotografia feita por Arthur Edeson conhecido anteriormente por sua colaboração em Relíquia Macabra (1941) e Frankenstein (1931). Ele deu uma atenção especial à fotografia durante as cenas de Ingrid Bergman, a qual foi filmada principalmente de seu lado esquerdo preferido, muitas vezes com um filtro de gaze suavizante e com Catch light para fazer seus olhos brilharem; todo o efeito foi projetado para fazer seu rosto parecer "inefavelmente triste, terno e nostálgico". Barras de sombra sobre os personagens e no fundo sugerem prisão, a Cruz de Lorena — o símbolo das Forças Francesas Livres — e turbulência emocional. Iluminação escura de filme noir e expressionista foi usada em várias cenas, particularmente no final do longa-metragem. Rosenzweig argumenta que esses efeitos de sombra e iluminação são elementos clássicos do estilo do diretor, juntamente com o trabalho fluido de câmera e o uso do ambiente como um dispositivo de enquadramento.

## Trilha sonora
A trilha sonora é produzida por Max Steiner que anteriormente cuidou da soundtrack de King Kong e Gone with the Wind. A canção "As Time Goes By", de Herman Hupfeld fazia parte da história da peça original; Steiner queria escrever sua própria composição para substituí-la, mas Ingrid Bergman já havia cortado o cabelo para seu próximo papel (María em Por Quem os Sinos Dobram) e não podia refilmar as cenas que incorporavam a música, então o compositor baseou toda a trilha sonora nela e em "La Marseillaise" transformando-os em leitmotivs para refletir as mudanças de humor. Embora o músico não gostasse de "As Time Goes By", ele admitiu em uma entrevista de 1943 que "[ela] deve ter tido algo para atrair tanta atenção". Dooley Wilson, que interpretou Sam, era baterista mas não pianista, então sua execução de piano foi feita por Jean Plummer.
Curiosamente, a memorável cena de dueto de hinos nacionais apesar de existir na peça teatral ao invés da canção nazista "Horst-Wessel-Lied" teve que ser trocada por "Die Wacht am Rhein" devido a direitos autorais. O hino nacional da Alemanha, "Deutschlandlied" é utilizado várias vezes em modo menor como um leitmotiv para representar a ameaça alemã, por exemplo, na cena em Paris, quando é anunciado que o exército alemão chegará a capital da França no dia seguinte. Ele é apresentado na cena final, dando lugar a "La Marseillaise" depois que Strasser é baleado.
Outras músicas incluem:
- "It Had to Be You", música de Isham Jones com letra de Gus Kahn
- "Shine" canção de Ford Dabney composta por Cecil Mack e Lew Brown
- "Avalon", música e letra de Al Jolson, Buddy DeSylva e Vincent Rose
- "Perfidia" de Alberto Domínguez
- "The Very Thought of You" de Ray Noble
- "Knock on Wood" música de M. K. Jerome, letra de Jack Scholl
- "I'm Just Wild About Harry" de Eubie Blake
- "Heaven Can Wait" de Jimmy Van Heusen
- "Parlez-moi d'amour" de Jean Lenoir
- "Love for Sale" de Cole Porter

Pouquíssimos filmes no início da década de 1940 tiveram trechos da trilha sonora lançados em discos de 78 rpm e Casablanca não foi exceção. Em 1997, quase 55 anos após a estreia do filme, a Turner Entertainment, em colaboração com a Rhino Records, lançou o primeiro álbum da trilha sonora original do filme para lançamento em CD , incluindo canções e músicas originais, diálogos falados e tomadas alternativas.
O piano apresentado nas sequências de flashback de Paris foi vendido na cidade de Nova York em 14 de dezembro de 2012, na Sotheby's por mais de US$ 600.000 a um licitante anônimo. Enquanto o piano que Sam "toca" no Rick's Café Américain, colocado em leilão com outras recordações da indústria cinematográfica dos Estados Unidos pela Turner Classic Movies na Bonhams, Nova York no dia 24 de novembro de 2014, foi vendido anonimamente por US$ 3,4 milhões.

## Lançamento
Embora uma data de lançamento inicial tenha sido antecipada para o início de 1943, Casablanca estreou no Hollywood Theatre na cidade de Nova York em 26 de novembro de 1942, para capitalizar encima da Operação Tocha (a invasão aliada do norte da África francesa) e a captura de Casablanca. Entrando em lançamento geral em 23 de janeiro de 1943, para aproveitar a Conferência de Casablanca uma reunião de alto nível na cidade entre o primeiro-ministro britânico Winston Churchill e o presidente americano Franklin D. Roosevelt. O Escritório de Informações de Guerra impediu a exibição do filme para as tropas no Norte da África, acreditando que causaria ressentimento entre os apoiadores de Vichy na região.

### Banimento na Irlanda e lançamento na Alemanha
Em 19 de março de 1943, o filme foi proibido na Irlanda por infringir a Ordem de Poderes de Emergência que preservava a neutralidade em tempos de guerra, sob o argumento de que Casablanca retrata a França de Vichy e a Alemanha nazista sob uma "luz sinistra". Foi aprovado com cortes em 15 de junho de 1945, logo após o fim do EPO. Os cortes foram feitos no diálogo entre os protagonistas, referindo-se ao seu caso amoroso. Uma versão com apenas uma cena cortada foi aprovada em 16 de julho de 1974; a emissora nacional irlandesa RTÉ perguntou sobre a exibição do longa-metragem na TV, mas descobriu que ainda era necessário um corte no diálogo de Ilsa expressando seu amor por Rick.
A Warner Brothers lançou uma versão bastante editada de Casablanca na Alemanha Ocidental em 1952. Todas as cenas com nazistas foram removidas, juntamente com a maioria das referências à Segunda Guerra Mundial. Pontos importantes da trama foram alterados quando o diálogo foi dublado para o alemão. Victor Laszlo não era mais um combatente da Resistência que escapou de um campo de concentração nazista. Em vez disso, ele se tornou um físico atômico norueguês que estava sendo perseguido pela Interpol depois de "fugir da prisão". A versão da Alemanha Ocidental era 25 minutos mais curta que a versão original. Uma versão alemã de Casablanca com o enredo original só foi lançada em 1975.

## Recepção

### Resposta inicial
Casablanca recebeu "críticas consistentemente boas". Bosley Crowther do The New York Times escreveu: "Os Warners... têm um filme que faz a espinha formigar e o coração dar um salto", ele aplaudiu a combinação de "sentimento, humor e pathos com melodrama tenso e intriga arrepiante." Crowther observou suas "convoluções tortuosas da trama" e elogiou a qualidade do roteiro como "das melhores" e as performances do elenco como "todas de primeira ordem". A revista Variety elogiou a "combinação de excelentes atuações, história envolvente e direção primorosa" do filme e a "variedade de humores, ação, suspense, comédia e drama que fazem de Casablanca uma entrada A-1 no bo", observando que o "filme é uma esplêndida propaganda anti-Eixo, particularmente na medida em que a propaganda é estritamente um subproduto da ação principal e contribui para ela em vez de atrapalhar". Por fim, a publicação aplaudiu a atuação de Humphrey Bogart: "Bogart, como era de se esperar, está mais à vontade como o operador amargo e cínico de uma junta do que como um amante, mas lida com ambas as tarefas com soberba delicadeza". Entretanto, O The New Yorker classificou Casablanca apenas como "bastante tolerável" e disse que "não estava à altura de Across the Pacific (1942) o último festival de espionagem de Bogart".
No Hollywood Theatre, com capacidade para 1.500 pessoas, o filme arrecadou US$ 255.000 em dez semanas (equivalente a US$ 3,8 milhões em 2023). Em seu lançamento inicial nos Estados Unidos, Casablanca foi um sucesso de bilheteria substancial, mas não espetacular, arrecadando US$ 3,7 milhões (equivalente a US$ 55 milhões em 2023). Um lançamento de 50º aniversário arrecadou US$ 1,5 milhão em 1992. De acordo com os registros da Warner Bros., o filme arrecadou US$ 3.398.000 no mercado interno e US$ 3.461.000 no mercado externo.

### Popularidade
Nas décadas desde seu lançamento, o filme cresceu em reputação. Murray Burnett o chamou de "verdadeiro ontem, verdade hoje, verdade amanhã". Em 1955, Casablanca arrecadou US$ 6,8 milhões, tornando-se o terceiro filme de guerra de maior sucesso da Warner, atrás de Shine On, Harvest Moon (1944) e This Is the Army (1943). Em 21 de abril de 1957, o Brattle Theater de Cambridge, Massachusetts, exibiu o longa-metragem como parte de uma temporada de filmes antigos. Ele se provou tão popular que uma tradição começou na qual Casablanca seria exibido durante a semana de exames finais na Universidade de Harvard. Todd Gitlin, um professor de sociologia que compareceu a uma dessas exibições, disse que a experiência foi "a representação do meu próprio rito de passagem pessoal". A tradição ajudou o filme a permanecer popular, enquanto outros sucessos de bilheteria na década de 1940 desapareceram da memória popular. Em 1977, Casablanca tornou-se o longa-metragem da antiga Hollywood mais frequentemente transmitido na televisão americana.
A interpretação de Ilsa Lund por Ingrid Bergman em Casablanca se tornou um de seus papéis mais conhecidos. Anos depois, ela disse: "Sinto que [o filme] tem vida própria. Há algo místico nele. Parece ter preenchido uma necessidade, uma necessidade que já existia antes do filme, uma necessidade que ele preencheu". No 50º aniversário do filme, o Los Angeles Times chamou a grande força de Casablanca de "a pureza da Era de Ouro de Hollywood [e] a habilidade duradoura de seus diálogos ressonantemente piegas". Bob Strauss escreveu no jornal que o filme alcançou um "equilíbrio de entretenimento quase perfeito" de comédia, romance e suspense. Roger Ebert escreveu sobre o longa-metragem em 1992: "Existem filmes maiores. Filmes mais profundos. Filmes de maior visão artística ou originalidade artística ou significado político. ... Mas [é] um dos filmes que mais prezamos ... Este é um filme que transcendeu as categorias comuns". Em sua opinião, Casablanca é popular porque "as pessoas nele são todas tão boas" e é "uma joia maravilhosa". Ebert disse que nunca tinha ouvido falar de uma crítica negativa direcionado a obra, embora elementos individuais possam ser criticados, citando efeitos especiais irrealistas e o caráter rígido de Laszlo retratado por Paul Henreid. O crítico e historiador de cinema Leonard Maltin considera Casablanca "o melhor filme de Hollywood de todos os tempos".
Entretanto, alguns ainda tem certas ressalvas com o longa-metragem. Para Pauline Kael: "Está longe de ser um grande filme, mas tem um romantismo especial e apelativo". O filósofo Umberto Eco escreveu que "por quaisquer padrões críticos rigorosos... Casablanca é um filme muito medíocre". Ele viu as mudanças que os personagens manifestam como inconsistentes em vez de complexas. "É uma história em quadrinhos, uma miscelânea, com pouca credibilidade psicológica e com pouca continuidade em seus efeitos dramáticos". No entanto, ele acrescentou que, devido à presença de múltiplos arquétipos que permitem "o poder da Narrativa em seu estado natural sem a intervenção da Arte para discipliná-la", é um filme que atinge "profundidades homéricas" como um "fenômeno digno de admiração".
No website agregador de críticas Rotten Tomatoes, 99% das 136 avaliações dos críticos são positivas, com uma classificação média de 9,5/10. O consenso do site diz: "Uma obra-prima indiscutível e talvez a declaração quintessencial de Hollywood sobre amor e romance, Casablanca só melhorou com a idade, ostentando performances que definiram a carreira de Humphrey Bogart e Ingrid Bergman". No Metacritic, o filme tem uma pontuação perfeita de 100 em 100, com base em 18 críticos, indicando "aclamação universal". É um dos poucos longa-metragens na história do site a atingir uma pontuação agregada perfeita. Scott Tobias, escrevendo para o The Guardian no 80º aniversário de Casablanca, chama-o de "a joia da Era de Ouro de Hollywood" e o melhor exemplo do sistema de produção cinematográfica que funciona: não devido a um gênio artístico, mas a uma combinação de roteiro talentoso, cenografia, música, elenco, personagens secundários e produção".
Na edição de novembro/dezembro de 1982 do Film Comment, Chuck Ross escreveu que ele reescreveu o roteiro de Casablanca revertendo o título para Everybody Comes to Rick's e mudando o nome do pianista Sam para Dooley (em homenagem a Dooley Wilson que interpretou o personagem), e o enviou para 217 agências. A maioria das agências devolveu o roteiro sem ler (muitas vezes por causa de políticas sobre roteiros não solicitados) ou não respondeu. No entanto, daquelas que responderam, apenas 33 o reconheceram especificamente como Casablanca. Outras oito observaram que era semelhante ao filme e 41 agências rejeitaram o roteiro imediatamente, oferecendo comentários como "Muito diálogo, pouca exposição, o enredo era fraco e, em geral, não prendeu meu interesse". Três agências se ofereceram para comprar o roteiro, e uma sugeriu transformá-lo em um romance.

### Influência em obras posteriores
Muitos filmes subsequentes se basearam em elementos de Casablanca. Passage to Marseille (1944) reuniu os atores Humphrey Bogart, Claude Rains, Sydney Greenstreet e Peter Lorre com o diretor Curtiz e críticos notaram semelhanças de Casablanca com o longa-metragem de Howard Hawks, To Have and Have Not (também de 1944). Paródias incluem A Night in Casablanca (1946) dos Irmãos Marx, The Cheap Detective (1978) de Neil Simon e Out Cold (2001). Indiretamente, forneceu o título para o filme neo-noir de 1995, The Usual Suspects. Play It Again, Sam (1972) de Woody Allen se apropriou de Rick Blaine como o mentor de fantasia para o personagem de Allen. O filme foi um recurso de enredo do telefilme de ficção científica "Overdrawn at the Memory Bank" (1983), baseado na história de John Varley. O protagonista da história recria cenários do filme dentro de uma simulação de realidade virtual, incluindo uma versão de Rick que se torna um conselheiro e aliado (ambos os personagens são interpretados pelo ator principal Raúl Juliá).
Casablanca é mencionado no distópico Brazil (1985) de Terry Gilliam. A Warner Bros. produziu sua própria paródia: "Carrotblanca" um desenho animado do Pernalonga de 1995. O crítico de cinema Roger Ebert apontou que o enredo do filme Barb Wire (1996) era idêntico ao de Casablanca. Em Casablanca uma novela do escritor argentino Edgar Brau, o protagonista de alguma forma vagueia pelo Rick's Café Américain e ouve uma estranha história contada por Sam. O musical  La La Land (2016) contém alusões a Casablanca nas sequências, diálogos e enredo. O diretor Robert Zemeckis para dirigir Aliados (2016) - que se passa em Casablanca no ano de 1942 - estudou o longa-metragem de Michael Curtiz. O filme marroquino Razzia (2017) dirigido por Nabil Ayouch, se passa principalmente na cidade de Casablanca, e seus personagens frequentemente discutem o filme de 1942.

### Prêmios e homenagens
Por causa de seu lançamento em novembro de 1942, a New York Film Critics decidiu incluir o filme em sua temporada de premiações de 1942 para melhor filme. Casablanca perdeu para In Which We Serve. No entanto, a Academia de Artes e Ciências Cinematográficas declarou que, como o filme foi lançado nacionalmente no início de 1943, ele seria incluído nas indicações daquele ano. Casablanca foi indicado a oito Oscars e ganhou três.
| Prêmio                              | Categoria                                | Indicado(a)                                        | Resultado |
| ----------------------------------- | ---------------------------------------- | -------------------------------------------------- | --------- |
| Oscar                               | melhor filme                             | Warner Bros.                                       | Venceu    |
| Oscar                               | melhor diretor                           | Michael Curtiz                                     | Venceu    |
| Oscar                               | melhor ator                              | Humphrey Bogart                                    | Indicado  |
| Oscar                               | melhor ator secundário                   | Claude Rains                                       | Indicado  |
| Oscar                               | melhor roteiro adaptado                  | Julius J. Epstein, Philip G. Epstein e Howard Koch | Venceu    |
| Oscar                               | melhor fotografia – preto e branco       | Arthur Edeson                                      | Indicado  |
| Oscar                               | melhor edição                            | Owen Marks                                         | Indicado  |
| Oscar                               | melhor trilha sonora: comédia ou musical | Max Steiner                                        | Indicado  |
| National Board of Review Awards     | Top Ten Films                            | Top Ten Films                                      | 6th place |
| National Board of Review Awards     | melhor diretor                           | Michael Curtiz (also for This Is the Army)         | Venceu    |
| National Film Preservation Board    | National Film Registry                   | National Film Registry                             | Inducted  |
| New York Film Critics Circle Awards | melhor diretor                           | Michael Curtiz                                     | Indicado  |
| New York Film Critics Circle Awards | melhor ator                              | Humphrey Bogart                                    | Indicado  |
| Saturn Awards                       | melhor relançamento em DVD               | Casablanca: Ultimate Collector's Edition           | Indicado  |

Quando Humphrey Bogart saiu de seu carro na cerimônia de premiação do Oscar "a multidão avançou, quase o engolfando, junto com sua esposa, Mayo Methot. Foram necessários 12 policiais para resgatar os dois, e um Bogart avermelhado e assustado, mas sorridente, ouviu um coro de gritos de 'boa sorte' e 'estou orando para você, garoto' enquanto era levado às pressas para o teatro". Quando o prêmio de Melhor Filme foi anunciado, o produtor Hal B. Wallis se levantou para recebê-lo, mas o chefe do estúdio, Jack L. Warner correu para o palco "com um sorriso largo e brilhante e um olhar de grande auto satisfação", Wallis relembrou o ocorrido mais tarde:
Eu não conseguia acreditar que aquilo estava acontecendo. Casablanca tinha sido uma criação minha; Jack [L. Warner] não teve absolutamente nada a ver com isso. Enquanto a plateia ofegava, tentei sair da fileira de assentos e ir para o corredor, mas toda a família Warner estava sentada me bloqueando. Não tive alternativa a não ser sentar novamente, humilhado e furioso... Quase quarenta anos depois, ainda não me recuperei do choque.
Este incidente levou Wallis a deixar a Warner Bros. em abril.
Em 1989, o filme foi um dos primeiros 25 filmes selecionados para preservação no Registro Nacional de Filmes dos Estados Unidos por ser considerado "culturalmente, historicamente ou esteticamente significativo". Em 2005, foi nomeado uma das 100 maiores produções cinematográficas dos últimos 80 anos pela revista Time. O Bright Lights Film Journal declarou em 2007: "É um daqueles raros filmes da Era de Ouro de Hollywood que conseguiu transcender sua era para entreter gerações de cinéfilos [...] Casablanca oferece aos americanos do século XXI um oásis de esperança em um deserto de crueldade arbitrária e violência sem sentido". A Empire o classifica em 28° lugar na lista de maiores longa-metragens de todos os tempos. O professor Robert McKee afirma que o roteiro é "o melhor roteiro de todos os tempos". Em 2006, o Writers Guild of America concordou, votando-o como o melhor de todos os tempos em sua lista dos 101 melhores roteiros.
Casablanca aparece em muitas listas do American Film Institute:
| Ano  | Categoria                                               | Classificação |
| ---- | ------------------------------------------------------- | --- |
| 1998 | AFI's 100 Years...100 Movies                            | 2 |
| 2001 | AFI's 100 Years...100 Thrills                           | 37 |
| 2002 | AFI's 100 Years...100 Passions                          | 1 |
| 2003 | AFI's 100 Years...100 Heroes and Villains               | 4: Rick Blaine (herói) |
| 2004 | AFI's 100 Years...100 Songs                             | 2: "As Time Goes By" |
| 2005 | AFI's 100 Years...100 Movie Quotes                      | 5: "Here's looking at you, kid." 20: "Louis, I think this is the beginning of a beautiful friendship." 28: "Play it, Sam. Play 'As Time Goes By'." 32: "Round up the usual suspects." 43: "We'll always have Paris." 67: "Of all the gin joints in all the towns in all the world, she walks into mine." Essas seis falas são o maior número de qualquer filme (Gone with the Wind e The Wizard of Oz empatam em segundo lugar com três de cada). Outra frase nomeada é: "Ilsa, I'm no good at being noble, but it doesn't take much to see that the problems of three little people don't amount to a hill of beans in this crazy world." |
| 2006 | AFI's 100 Years...100 Cheers                            | 32 |
| 2007 | AFI's 100 Years...100 Movies (10th Anniversary Edition) | 3 |

## Análise de temas
Casablanca foi submetido a muitas leituras; os semióticos explicam a popularidade do filme afirmando que a inclusão de estereótipos fortalece paradoxalmente a obra. Umberto Eco escreveu:
Assim, Casablanca não é apenas um filme. É muitos filmes, uma antologia. Feito ao acaso, provavelmente se fez sozinho, se não contra a vontade de seus autores e atores, pelo menos fora de seu controle. E é por isso que funciona, apesar das teorias estéticas e das teorias cinematográficas. Pois nele se desdobra com força quase telúrica o poder da Narrativa em seu estado natural, sem que a Arte intervenha para discipliná-la... Quando todos os arquétipos irrompem descaradamente, alcançamos as profundezas homéricas . Dois clichês nos fazem rir. Cem clichês nos comovem. Pois sentimos vagamente que os clichês estão conversando entre si e celebrando um reencontro.
}}
Eco também destacou o sacrifício como tema: "o mito do sacrifício percorre todo o filme". Segundo ele, foi esse tema que ressoou com o público em tempo de guerra, que se sentiu tranquilizado pela ideia de que o sacrifício doloroso e a ida para a guerra poderiam ser gestos românticos feitos para o bem maior. Koch também considerou o longa-metragem como uma alegoria política. Rick é comparado ao presidente Franklin D. Roosevelt, que apostou "nas probabilidades de ir à guerra até que as circunstâncias e sua própria nobreza submersa o forçaram a fechar seu cassino (política partidária) e se comprometer — primeiro financiando o Lado da Direita e depois lutando por ele". A conexão é reforçada pelo título do filme, que significa "casa branca".
Harvey Greenberg apresenta uma análise freudiana em seu The Movies on Your Mind em que as transgressões que impedem Rick de retornar aos Estados Unidos constituem um complexo de Édipo, que é resolvido somente quando Rick começa a se identificar com a figura paterna de Laszlo e a causa que ele representa. Sidney Rosenzweig argumenta que tais leituras são redutoras e que o aspecto mais importante de Casablanca é sua ambiguidade, sobretudo no personagem central de Rick; ele cita os diferentes nomes que cada personagem dá a Rick (Richard, Ricky, Sr. Rick, Herr Rick e chefe) como evidência dos diferentes significados que ele tem para cada pessoa.

## Mídia doméstica
Casablanca foi inicialmente lançado em Betamax e VHS pela Magnetic Video e mais tarde pela CBS/Fox Video (já que a United Artists detinha os direitos de distribuição na época). Em 1989, a The Criterion Collection lançou um lançamento em Laserdisc originado de uma impressão de nitrato que inclui suplementos como um comentário em áudio de Ronald Haver, um tratamento para uma sequência não lançada e filmagens de guerra da cidade de Casablanca.
Um HD DVD foi divulgado em 14 de novembro de 2006, contendo os mesmos recursos especiais do DVD de 2003. Os críticos ficaram impressionados com a nova transferência de alta definição do filme.
O lançamento em Blu-ray de Casablanca ocorre em 2 de dezembro de 2008. O Blu-ray foi inicialmente publicado apenas como um conjunto de presente caro com um livreto, uma etiqueta de bagagem e outros itens variados para presente. Ele acabou sendo divulgado de forma independente em setembro de 2009. Em 27 de março de 2012, a Warner lançou um novo conjunto combinado Blu-ray/DVD intitulado de "70th Anniversary Ultimate Collector's Edition" incluindo uma nova restauração 4K e material bônus. Esta remasterização foi concluída pela Warner Bros. Digital Imaging a partir de uma impressão de nitrato, porque o negativo original não existe mais.

## Remakes e sequências canceladas
Após o seu lançamento, uma sequência de Casablanca intitulada de Brazzaville (na cena final, Renault recomenda fugir para aquela cidade controlada pela França Livre) foi planejada, mas nunca recebeu sinal verde. Um artigo de jornal da época mencionou que Bogart e Greenstreet "continuarão suas caracterizações do primeiro filme, e é provável que Geraldine Fitzgerald tenha um papel importante". Desde então, nenhum estúdio considerou seriamente filmar uma sequência ou um remake.
François Truffaut recusou um convite para refazer o longa-metragem em 1974, citando seu status de culto entre os estudantes americanos como sua razão. Várias tentativas de recapturar a magia de Casablanca em outros cenários, como Caboblanco (1980), "uma releitura de Casablanca ambientada na América do Sul" e Havana (1990) foram mal recebidas.
Histórias de um remake ou sequência de Casablanca ainda persistem. Em 2008, descobriram que Madonna foi relatada como estando buscando um diretor  para recria-lo ambientado no Iraque durante a guerra civil. Durante o The Daily Telegraph quanto o Entertainment Weekly relataram os esforços de Cass Warner, neta de Harry Warner e amiga do falecido Howard Koch, para produzir uma sequência apresentando a busca do filho ilegítimo de Rick Blaine e Ilsa Lund pelo paradeiro de seu pai biológico.

## Adaptações
No rádio houve várias adaptações do filme. As duas mais conhecidas são uma adaptação de trinta minutos no The Screen Guild Theater em 26 de abril de 1943, estrelando Bogart, Bergman e Henreid, e uma versão de uma hora no Lux Radio Theater em 24 de janeiro de 1944, apresentando Alan Ladd como Rick, Hedy Lamarr sendo a Ilsa e John Loder interpretando Laszlo. Duas outras adaptações de trinta minutos foram ao ar, uma no Philip Morris Playhouse em 3 de setembro de 1943 e a outra no Theater of Romance em 19 de dezembro de 1944, na qual Dooley Wilson reprisou seu papel como Sam.
Na televisão americana, houve duas séries de curta duração baseadas em Casablanca ambas compartilhando o título. A primeira foi ao ar na ABC como parte da série de veículo midiático para a Warner Bros. Presents em episódios de uma hora de 1955 até 1956. Foi um programa de espionagem sobre a Guerra Fria ambientado contemporaneamente com sua produção e estrelado por Charles McGraw e Marcel Dalio que havia interpretado Emil, o crupiê no filme, como o chefe de polícia. A segunda Casablanca transmitida pela NBC em abril de 1983, estrelando David Soul como Rick e foi cancelada após três semanas.
O romance As Time Goes By escrito por Michael Walsh e publicado em 1998, foi autorizado pela Warner. O livro retoma onde o filme para e também conta o passado misterioso de Rick na América, mas não foi sucesso de vendas. David Thomson forneceu uma sequência não oficial em seu romance Suspects publicado durante o ano de 1985.
Julius Epstein fez duas tentativas de transformar o longa-metragem em um musical da Broadway durante a década de 1950 e 1960, mas nenhuma delas chegou aos palcos. A peça original, Everybody Comes to Rick's foi produzida em Newport, Rhode Island em agosto de 1946, e novamente em Londres em abril de 1991, mas não obteve sucesso. Entretanto, no Japão recebeu uma adaptação teatral musical de Casablanca através da companhia Takarazuka Revue e exibido de novembro de 2009 a fevereiro de 2010.
CasablancaBox, escrito por Sara Farrington e dirigido por Reid Farrington, estreou em Nova York durante 2017 e foi um "making of" imaginativo do filme. O The New York Times o descreveu como "um empreendimento corajoso, quase imprudente, apresentando o drama dos bastidores durante a produção de Casablanca".

## Colorização
Casablanca fez parte dos debates sobre a colorização de filmes em preto e branco, quando uma versão colorida foi ao ar na rede de televisão WTBS. Em 1984, a MGM/UA contratou a Color Systems Technology para colorir o longa-metragem por US$ 180.000. Quando Ted Turner da Turner Broadcasting System, comprou a biblioteca de filmes da MGM/UA dois anos depois, ele cancelou o pedido, antes de contratar a American Film Technologies (AFT) em 1988. A AFT concluiu a colorização em dois meses a um custo de US$ 450.000. Turner reagiu mais tarde às críticas, dizendo: "[Casablanca] é um dos poucos filmes que realmente não precisa ser colorido. Eu fiz isso porque queria. Tudo o que estou tentando fazer é proteger meu investimento".
A Biblioteca do Congresso considerou que a mudança de cor diferia tanto do filme original que concedeu novos direitos autorais à Turner Entertainment. Quando a versão colorida estreou na WTBS, foi assistido por três milhões de espectadores, não chegando aos dez programas de TV a cabo mais assistidos da semana. Gary Edgerton escrevendo para o Journal of Popular Film & Television, criticou a colorização, afirmando que "Casablanca em cores acabou sendo muito mais sem graça na aparência e, no geral, muito menos interessante visualmente do que sua exibição de 1942". O filho de Bogart, Stephen, disse: "se você vai colorir Casablanca por que não colocar brasões na Vênus de Milo?".

## Imprecisões
Vários rumores infundados e equívocos surgiram em torno do filme, um deles sendo que Ronald Reagan foi originalmente escolhido para interpretar Rick. Isso se originou em um comunicado à imprensa emitido pelo estúdio no início da produção de Casablanca. Naquela época, o estúdio já sabia que ele iria para o Exército e o intérprete nunca foi seriamente considerado. George Raft alegou que havia recusado o papel principal, mas os registros do estúdio deixam claro que Wallis estava comprometida com Bogart desde o início.
Outra história é que os atores não sabiam até o último dia de filmagem como seria o clímax. Koch reconheceu mais tarde:

Quando começamos, não tínhamos um roteiro finalizado... Ingrid Bergman veio até mim e disse: "Qual homem eu deveria amar mais...?" Eu disse a ela: "Não sei... interprete os dois igualmente." Veja, não tínhamos um final, então não sabíamos o que iria acontecer!
Embora tenham ocorrido reescritas durante as filmagens, o exame dos roteiros por Aljean Harmetz mostrou que muitas das cenas principais foram filmadas depois que Ingrid Bergman sabia como terminaria; qualquer confusão era, de acordo com o crítico Roger Ebert, "emocional", não "factual".
O filme tem várias imprecisões históricas, uma delas sendo as "cartas de trânsito" que permitem que seus portadores deixem o território francês de Vichy. Ugarte diz que as cartas foram assinadas (dependendo do ouvinte) pelo general de Vichy Weygand ou pelo general francês livre de Gaulle. As legendas em francês no DVD oficial dizem Weygand, as em inglês de Gaulle. Weygand foi o delegado-geral de Vichy para as colônias do norte da África até novembro de 1941, um mês antes da trama de Casablanca ser ambientado. De Gaulle era o chefe do governo francês livre no exílio então uma carta assinada por ele não teria proporcionado nenhum benefício. As cartas foram inventadas como um MacGuffin por Joan Alison para a peça original e ninguém da equipe de produção fez questionamentos.
Embora Laszlo afirme que os nazistas não podem o prender, dizendo: "Esta ainda é a França desocupada; qualquer violação da neutralidade refletiria no Capitão Renault", Ebert aponta: "Não faz sentido que ele pudesse andar livremente, ele seria preso à primeira vista". Nenhuma tropa alemã uniformizada estava estacionada em Casablanca durante a Segunda Guerra Mundial, e nem tropas americanas nem francesas ocuparam Berlim em 1918, apesar da resposta de Renault a Strasser, que chama Rick de "americano desajeitado".
Uma frase intimamente associada a Casablanca — "Play it again, Sam" — não é falada no filme. Quando Ilsa entra pela primeira vez no Café Américain, ela vê Sam e pergunta a ele: "Toque uma vez, Sam, pelos velhos tempos". Depois que ele finge ignorância, ela responde: "Toque, Sam. Toque 'As Time Goes By'". Mais tarde naquela noite, sozinho com Sam, Rick diz: "Você tocou para ela, você pode tocar para mim" e "Se ela aguenta, eu aguento! Toque!".